# サギソウ
サギソウ（鷺草、学名：Pecteilis radiata (Thunb.) Raf.）は、ラン科サギソウ属（Pecteilis）の湿地性の多年草の1種。ミズトンボ属（Habenaria）に分類されることもある（シノニムがHabenaria radiata (Thunb.) Spreng.）。別名が「サギラン」。

## 特徴
茎は単立して高く伸び、15-50 cmにも達し、先端近くに1-3輪の白い花をつける。

花期は7-8月。花の径は3 cmほどで、唇弁は大きく、深く3列し、中裂片は披針形、両側の側裂片は斜扇形で側方に開出てその縁は細かく裂ける。この唇弁の開いた様子がシラサギが翼を広げた様に似ていることが和名の由来である。側花弁は白色でゆがんだ卵形。距は3-4 cmの長さに垂れ下がり、先端は次第に太くなり、この末端に蜜が溜まる。花の香りはほとんど無いが、稀に芳香を確認できる個体も混在する。有香個体には品種名がつけられているもの（「香貴」、「武蔵野」など)もある。しかし夜のほうが香りが強く、日中は微香になってしまう場合があることや、外見上は特徴のない普通のサギソウのため、有香品種を積極的に生産している業者はない。2個の葯室は平行し各室に黄色い卵形の花粉塊が入る。苞は長さが5 mmほどで、卵状披針形。3枚の萼片は緑色で、背萼片が広卵形、両側の側萼片は長さ 8 mmほどのゆがんだ卵形。
地下には太い根が少数つく。また根によく似た太い地下茎が何本か伸び、この先端が芋状に肥大してこの部分だけが年を越す。翌年その球根から地下茎を出す。茎の下部に3-4枚の根出葉がつき、その上部に少数の鱗片葉がつく。葉は互生し、下部のものほど大きく、長さ5-10 cm、幅3-6 mmの細長い線形。

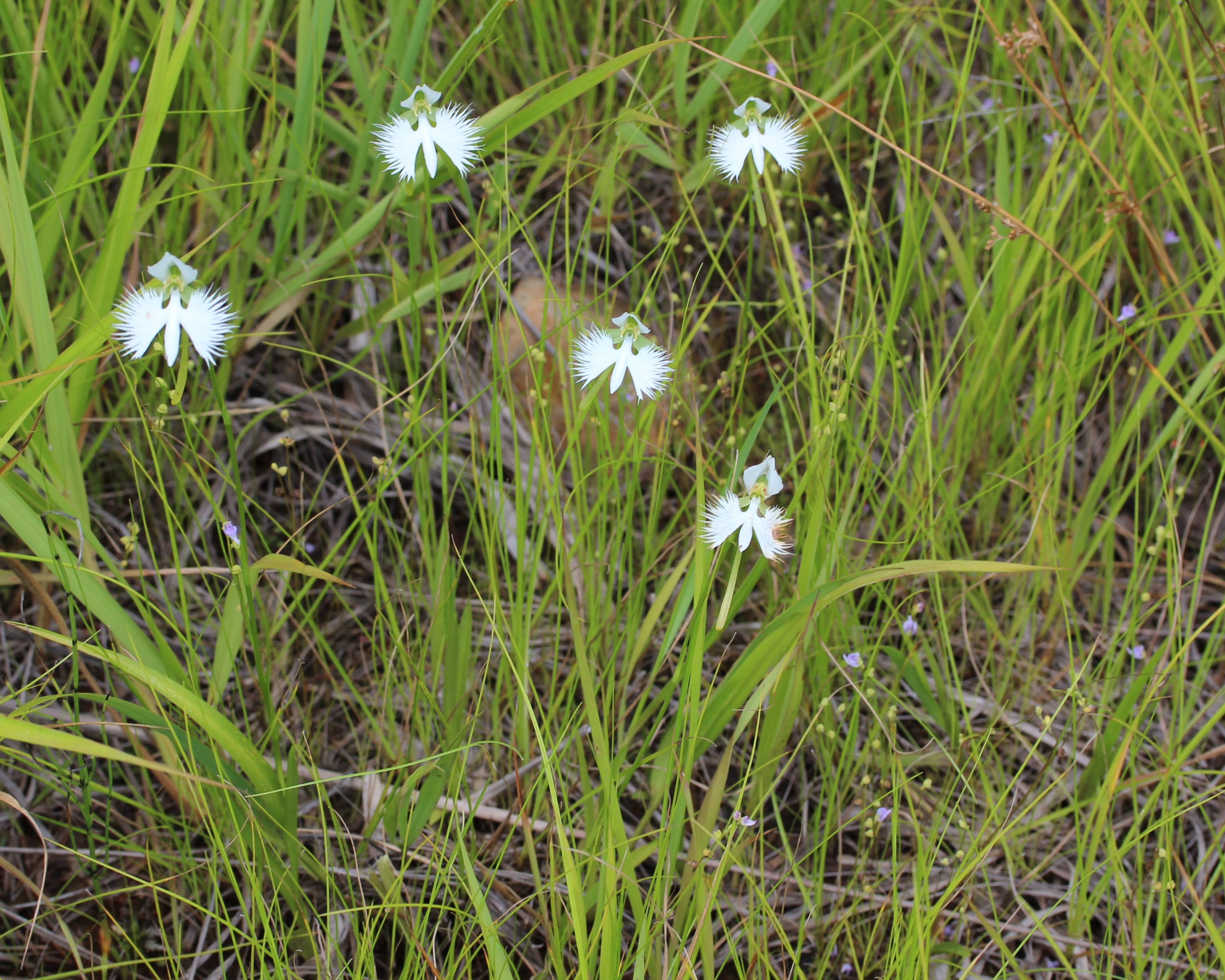
日当たりのよい湿地に生育するサギソウ
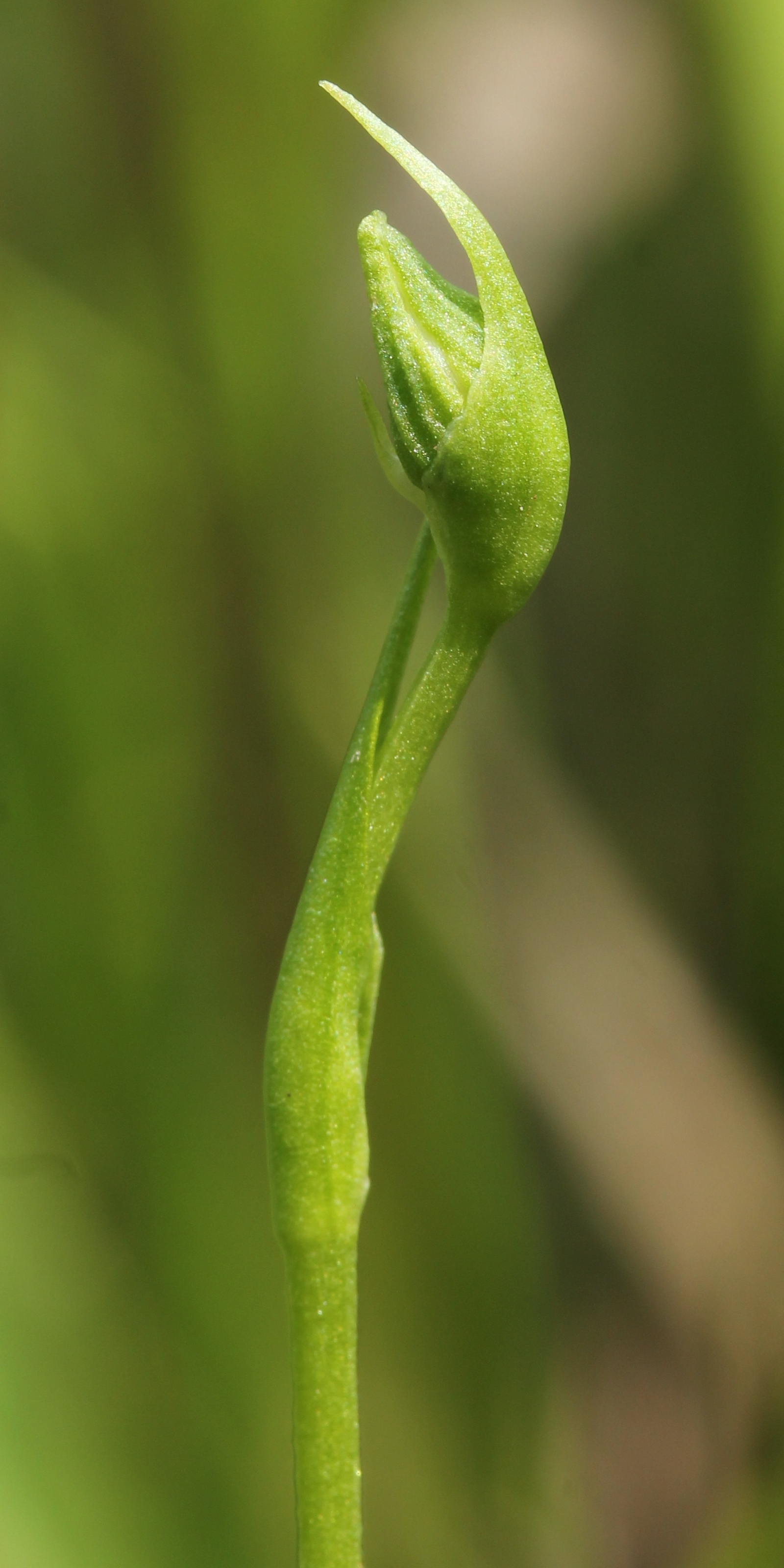
茎の先端に蕾
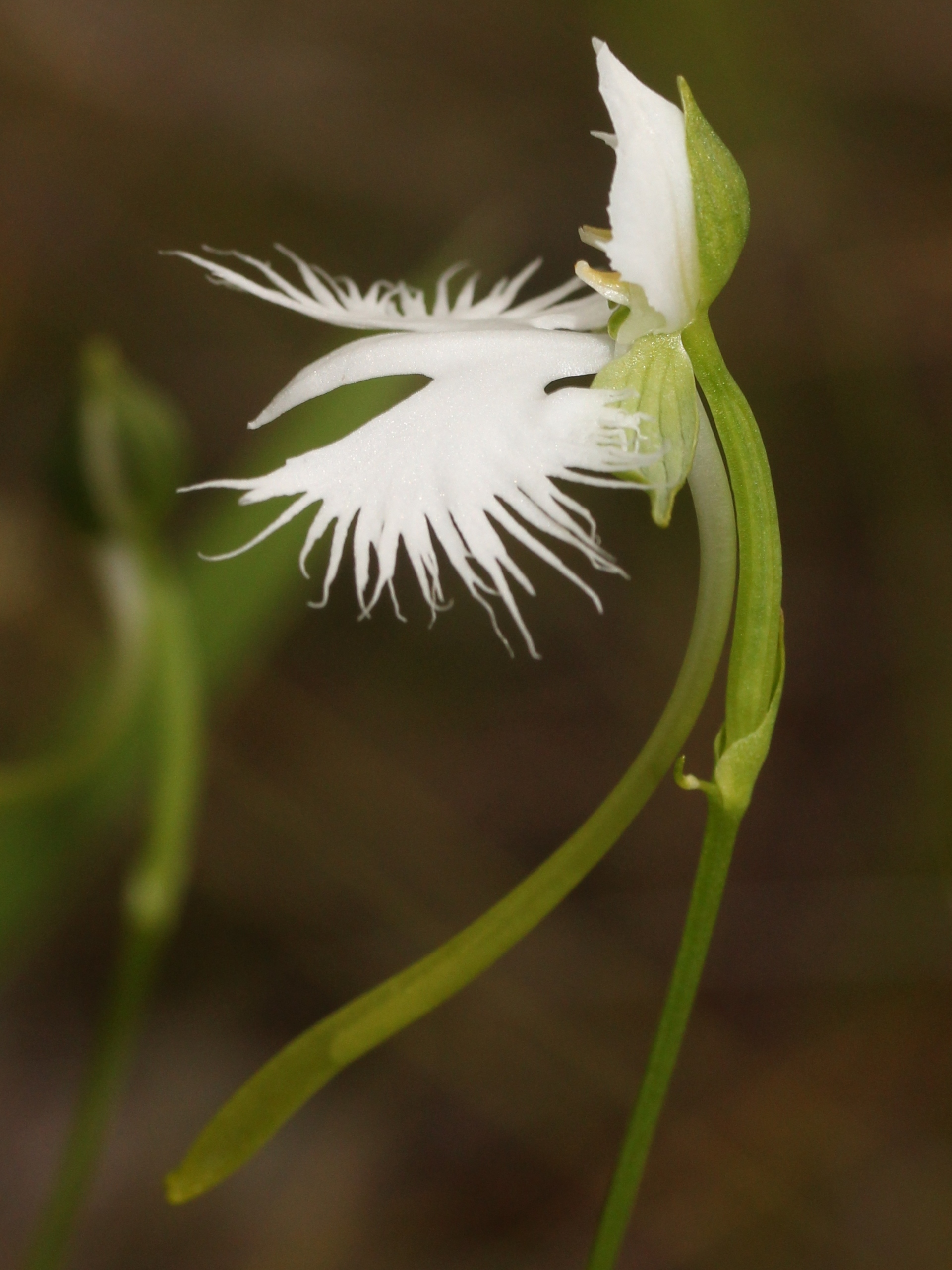
花、距が垂れ下がる
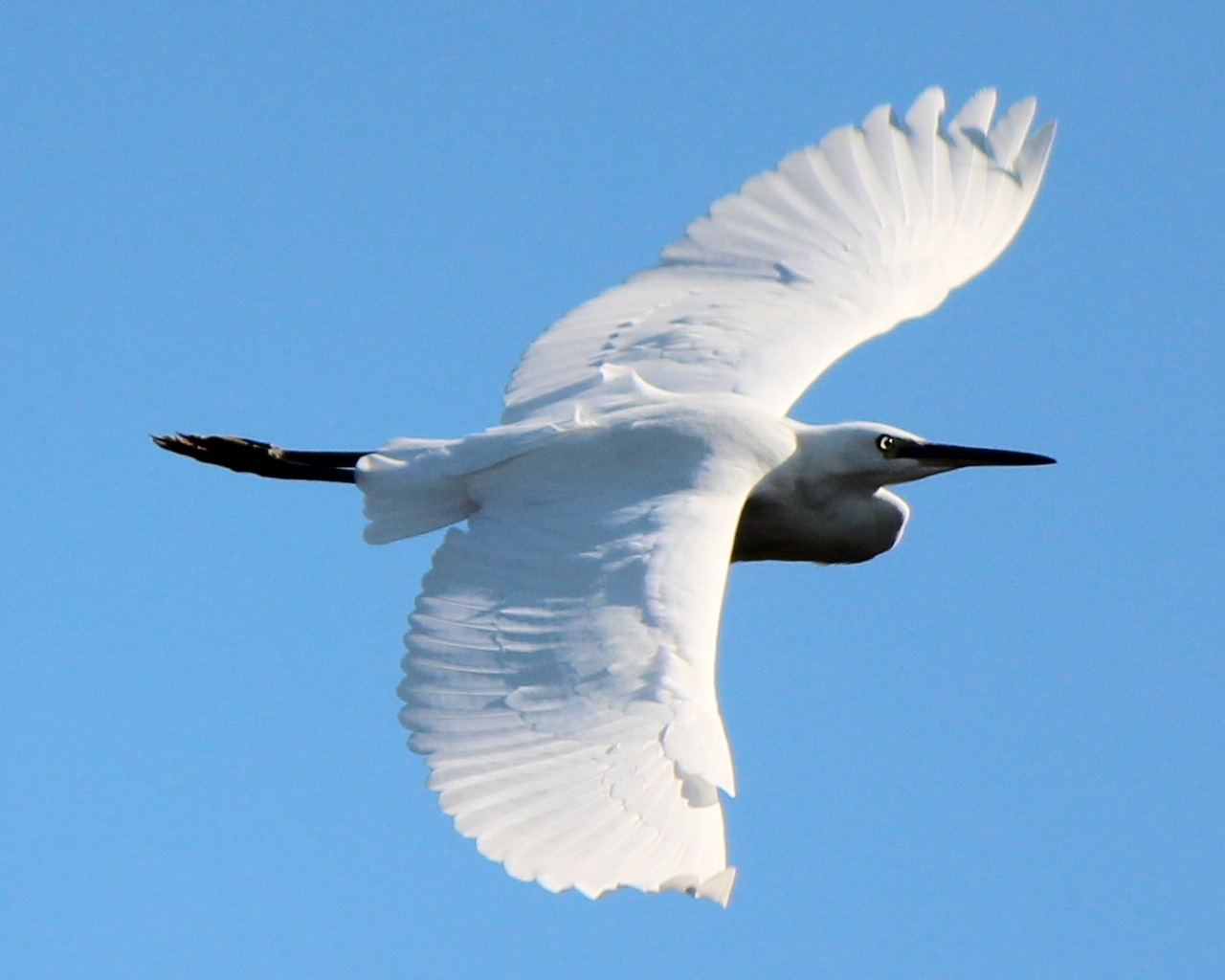
和名の由来であるシラサギ（コサギ）

## 花粉媒介

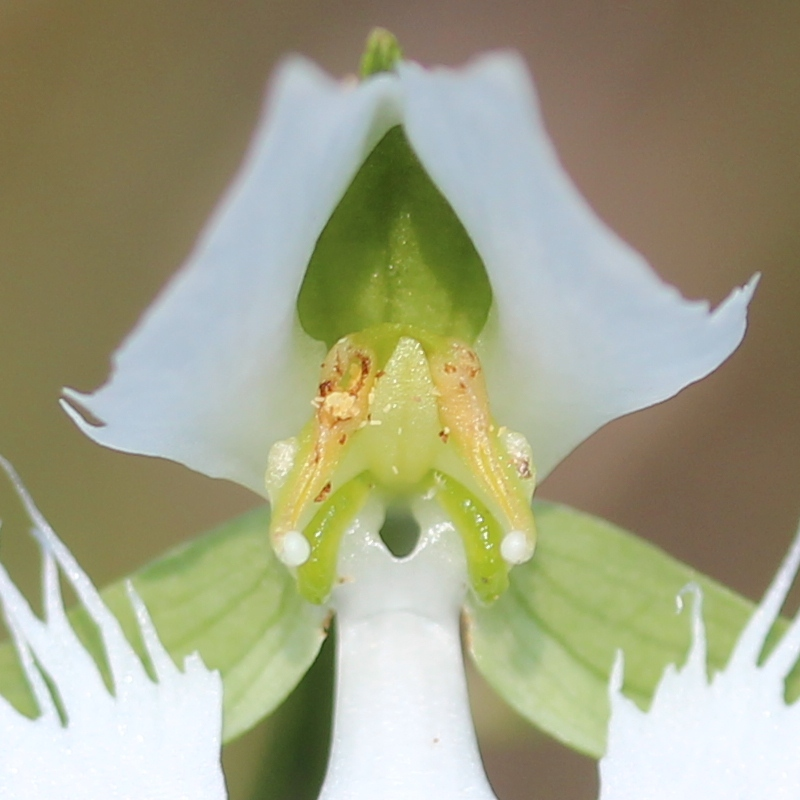
葯室には黄色い卵形の花粉塊が入る

この花はガによる花粉媒介の送粉シンドロームの特徴を示しており、距の長さに見合った長さの口吻を持つセスジスズメなどのスズメガ科昆虫が飛来して吸蜜する。この時に花粉塊が複眼に粘着し、他の花に運ばれる。スズメガ科のガは飛翔力に富み、かなりの長距離を移動するので、山間に点在する湿地の個体群間でも遺伝子の交流が頻繁に起きていることが示唆されている。

## 分布
台湾、朝鮮半島、日本に分布する。
日本では本州、四国、九州まで広く分布しているが、生育環境は低地の湿地に限定される。長野県では南部の伊那谷と木曽谷のみに自生地する。
愛媛県今治市の「蛇池のサギソウ」がえひめ自然百選の一つに選定されている。愛媛県宇和島市津島町の「サギソウ自生地」は1968年（昭和43年）3月8日に、県の天然記念物の指定を受けている。
サギソウは190円日本の普通切手デザインのモデルになっていたが、2002年（平成14年）10月1日で発売及び製造が停止された。

## 園芸

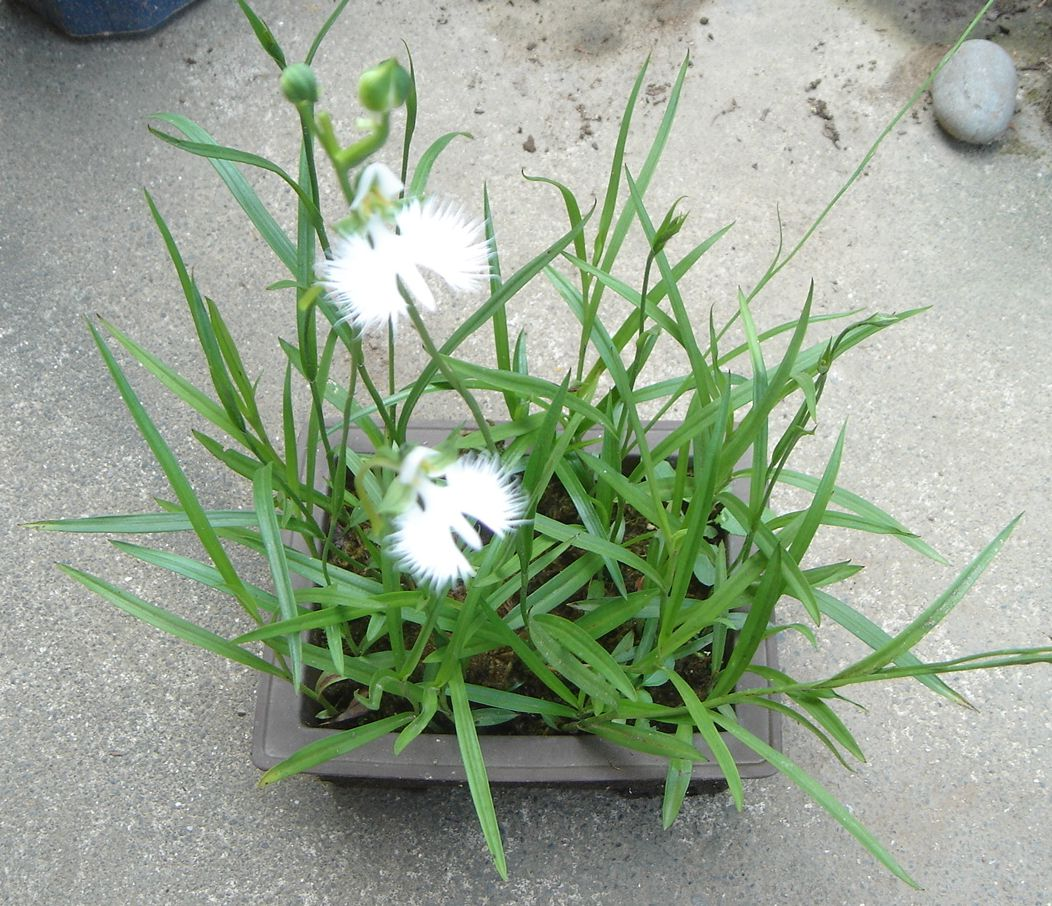
山野草として栽培されているサギソウ

日当たりのよい湿地に生えるが、しばしば山野草として観賞用に栽培される。先述の地下茎の先端に形成される球茎によって栄養繁殖で年２～３倍程度に増殖できるため、生産業者が営利的に増殖して大量に市場供給している。園芸店には主に消費的栽培を前提とした花付きの鉢植えが流通するが、栽培経験者向けの未開花の苗や、一部は球根の状態でも販売される。品種によって流通価格は異なるが、野生型あるいは普及品種であれば、1球あたり数百円以下で入手が可能である。
そのように生産品の入手が容易であるにもかかわらず、保護されている自生地ですら盗掘が絶えない。遠目にも目立つ開花期は、移植に最も不向きな時期であり、注意深く掘りあげなければ枯れてしまう。金銭価値も乏しいことから転売目的などで採集しているとは考えにくく、無計画な「お土産採集」「観光記念採集」が相当数あるものと推察される。
開発による自生地の減少に加えて、採集圧が加わるため、今では自生状態でみられる場所はきわめて限られる。
本種は市販球根を1回開花させるだけなら難しくはないが、植物ウイルスの感染による枯死がしばしば見られ、同一個体を長年にわたって健全な状態で維持栽培するのはベテラン栽培家でも容易ではない。
種子によるウイルス未感染個体の生産や、交配選別育種などは一般家庭レベルだとかなり難しいが、無菌播種などの技術を使えば比較的容易である。しかし販売単価が安い花卉なので、営利的に成り立つのは栄養繁殖による生産のみである。そのため実生生産品は研究施設などで実験的に生産される程度で、一般的にはほとんど流通していない。
国営昭和記念公園には自生地風の観賞用の花壇があり、毎年花期に「サギソウまつり」が開催されている。

## 種の保全状況評価

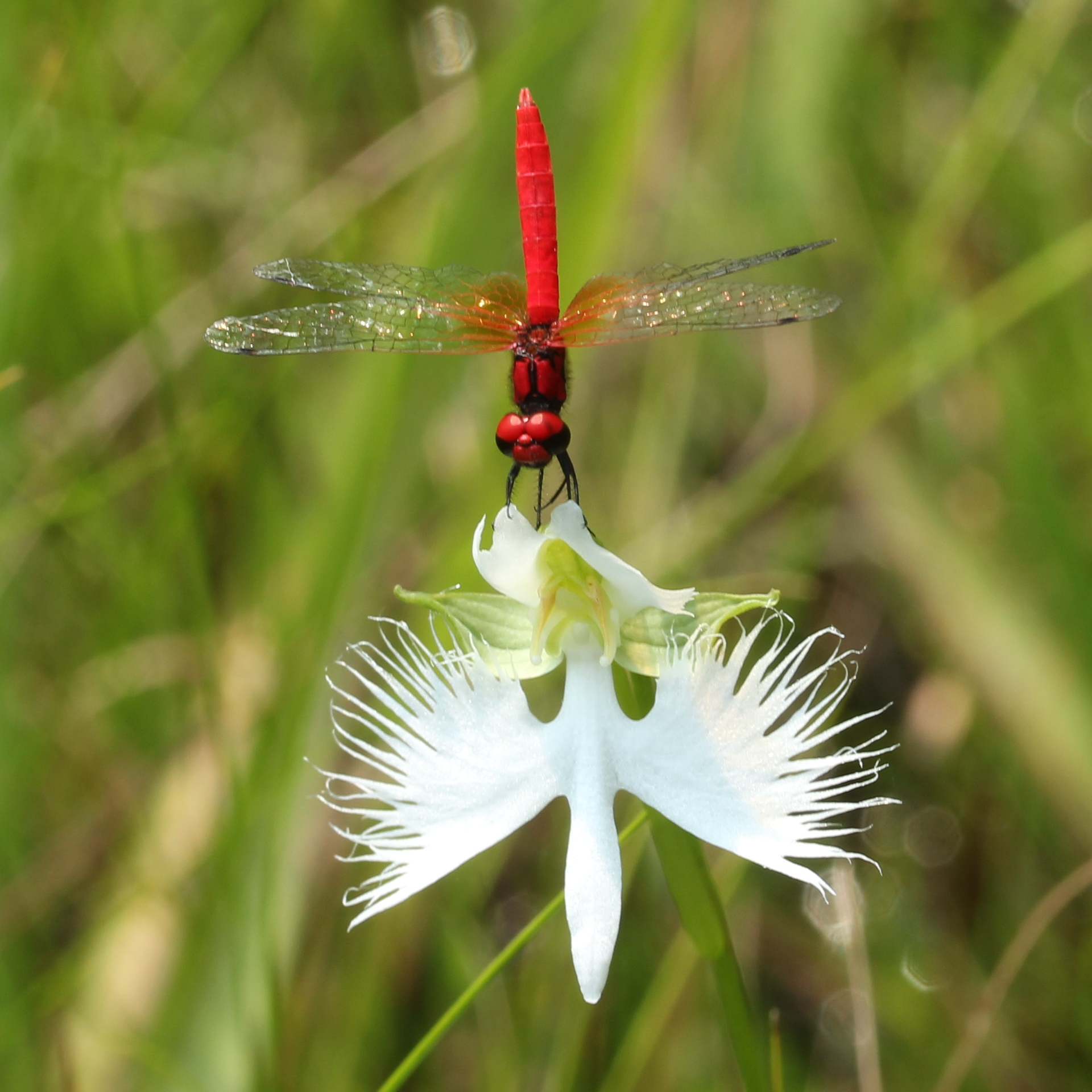
湿地に生育するサギソウの花にと留まるハッチョウトンボのオス。このような生育環境の湿地が開発により消滅し、その自生地でサギソウは絶滅している。

日本では環境省により、レッドリストの準絶滅危惧（NT）の指定を受けている。ゴルフ場や宅地開発などによる湿地の消滅、栽培目的の人為的な採集、自然遷移に伴う湿地の乾燥化などにより、絶滅した自生地が多く個体数は減少している。
準絶滅危惧（NT）（環境省レッドリスト）
また以下の都道府県で、レッドリストの指定を受けている。瀬戸内海国立公園、「岡山県自然保護条例」、「鳥取県自然保護条例」などの指定植物でその採集は禁止されている。
- 絶滅（EX） - 東京都、福井県[16]、徳島県[17]、高知県
- 野生絶滅（EW） - 山梨県
- 絶滅危惧IA類（CR）- 秋田県、山形県、茨城県、長野県、和歌山県、福岡県[18]、長崎県
  - 最重要保護生物（A）[注釈 4] - 千葉県[19]
  - 絶滅寸前種 - 京都府[20]、奈良県
- 絶滅危惧I類（CRまたはEN） - 宮城県、栃木県[21]、新潟県[22]、富山県、石川県[23]、鳥取県[24]、島根県[25]、香川県[26]、鹿児島県
  - Aランク - 岩手県[注釈 5][27]
- 絶滅危惧IB類（EN）- 愛媛県[28]、宮崎県[29]
- 絶滅危惧II類（VU） - 岐阜県[30]、静岡県、愛知県[31]、三重県[32]、岡山県[14]、広島県、佐賀県、熊本県[33]
  - Bランク - 兵庫県[注釈 6][34]
- 準絶滅危惧（NT） - 福島県
  - 希少種 - 滋賀県

## 自治体指定の花
以下の自治体でその花の指定を受けている。括弧表記の自治体は以前に指定を受けていた自治体。
- 姫路市[35] - 兵庫県
- 世田谷区 - 東京都
- 浅川町、猪苗代町 - 福島県
  - （河内町 - 栃木県）
  - （今田町 - 兵庫県）
  - （池田町 - 徳島県）
  - （七山村 - 佐賀県）

### 世田谷区とサギソウ
サギソウは1968年（昭和43年）に世田谷区の「区の花」に指定されている。昔は大規模なサギソウの自生地が存在したためである。また、世田谷区にはサギソウに絡んだ昔話も残っている。吉良頼康公の側室「常盤姫（ときわひめ）」が悪い噂話のために追放され、身重で逃亡し、自害して身の潔白を証明しようとした。その際、飼っていた白鷺の足に遺書をくくり付け飛ばしたのだが、白鷺は途中で力尽きて死んでしまう。死因は飛び続け力尽きたとも、鷹狩の鷹や弓矢に落とされたともいわれている。その白鷺が多摩川のほとりでサギソウになったという御伽噺（おとぎばなし）である。現代、世田谷区にはサギソウの自生地は残っていない。世田谷のサギソウは、寺社や公園の人工的な湿地にあるものか、園芸用に育てられているものしか姿を見ることが出来ない。夏には「サギソウ祭り」というイベントが開かれ、そこではサギソウの鉢植えも売られている。

## 花言葉
サギソウの花言葉は「無垢」、「清純」、「繊細」、「神秘的な愛」、「夢でもあなたを想う」、「芯の強さ」、など。